# Łyżwiarstwo szybkie na Zimowych Igrzyskach Olimpijskich 2022 – bieg drużynowy kobiet
Bieg drużynowy kobiet rozgrywany w ramach łyżwiarstwa szybkiego na Zimowych Igrzyskach Olimpijskich 2022 odbył się 12 i 15 lutego w hali National Speed Skating Oval w Pekinie.
Mistrzostwo olimpijskie wywalczyły Kanadyjki, które w składzie Ivanie Blondin/Valérie Maltais/Isabelle Weidemann ustanowiły również rekord olimpijski. Drugie były Japonki Ayano Satō/Miho Takagi/Nana Takagi, a na najniższym stopniu podium stanęły Holenderki Antoinette de Jong/Marijke Groenewoud/Irene Schouten/Ireen Wüst.
Polska drużyna – Karolina Bosiek/Natalia Czerwonka/Magdalena Czyszczoń – zajęła 7. miejsce.

## Terminarz
| Data      | Konkurencja  | Godzina rozpoczęcia | Godzina rozpoczęcia |
| Data      | Konkurencja  | UTC+08:00           | CET                 |
| --------- | ------------ | ------------------- | ------------------- |
| 12 lutego | Ćwierćfinały | 16:00               | 09:00               |
| 15 lutego | Półfinały    | 14:30               | 07:30               |
| 15 lutego | Finały       | 15:24               | 08:24               |

## Rekordy
Rekordy obowiązujące przed rozpoczęciem igrzysk.
| Rekord            | Zawodniczki                                      | Czas    | Miejsce        | Data           |
| ----------------- | ------------------------------------------------ | ------- | -------------- | -------------- |
| Rekord świata     | Japonia · Nana Takagi · Ayano Satō · Miho Takagi | 2:50,76 | Salt Lake City | 14 lutego 2020 |
| Rekord olimpijski | Japonia · Miho Takagi · Ayano Satō · Nana Takagi | 2:53,89 | Gangneung      | 19 lutego 2018 |

## Wyniki

### Ćwierćfinały
| Miejsce | Bieg | Reprezentacja               | Zawodniczki                                                 | Czas    | Strata | Uwagi        |
| ------- | ---- | --------------------------- | ----------------------------------------------------------- | ------- | ------ | ------------ |
| 1.      | 1    | Japonia                     | Ayano Satō Miho Takagi Nana Takagi                          | 2:53,61 | –      | , Półfinał 1 |
| 2.      | 3    | Kanada                      | Ivanie Blondin Valérie Maltais Isabelle Weidemann           | 2:53,97 | +0,36  | Półfinał 2   |
| 3.      | 2    | Holandia                    | Antoinette de Jong Irene Schouten Ireen Wüst                | 2:57,26 | +3,65  | Półfinał 2   |
| 4.      | 4    | Rosyjski Komitet Olimpijski | Jelizawieta Gołubiewa Jewgienija Łalenkowa Natalja Woronina | 2:57,66 | +4,05  | Półfinał 1   |
| 5.      | 1    | Chińska Republika Ludowa    | Ahenaer Adake Han Mei Li Qishi                              | 3:00,58 | +6,97  | Finał C      |
| 6.      | 2    | Norwegia                    | Marit Fjellanger Bøhm Sofie Karoline Haugen Ragne Wiklund   | 3:01,84 | +8,23  | Finał C      |
| 7.      | 4    | Polska                      | Karolina Bosiek Natalia Czerwonka Magdalena Czyszczoń       | 3:01,92 | +8,31  | Finał D      |
| 8.      | 3    | Białoruś                    | Kaciaryna Słojewa Jauhiena Warabjowa Maryna Zujewa          | 3:02,00 | +8,39  | Finał D      |

### Półfinały
| Miejsce    | Reprezentacja               | Zawodniczki                                                 | Czas    | Strata | Uwagi   |
| ---------- | --------------------------- | ----------------------------------------------------------- | ------- | ------ | ------- |
| Półfinał 1 |                             |                                                             |         |        |         |
| 1.         | Japonia                     | Ayano Satō Miho Takagi Nana Takagi                          | 2:58,93 | –      | Finał A |
| 2.         | Rosyjski Komitet Olimpijski | Jelizawieta Gołubiewa Jewgienija Łalenkowa Natalja Woronina | 3:05,92 | +6,99  | Finał B |
| Półfinał 2 |                             |                                                             |         |        |         |
| 1.         | Kanada                      | Ivanie Blondin Valérie Maltais Isabelle Weidemann           | 2:54,96 | –      | Finał A |
| 2.         | Holandia                    | Antoinette de Jong Irene Schouten Ireen Wüst                | 2:55,94 | +0,98  | Finał B |

### Finały
| Miejsce | Reprezentacja               | Zawodniczki                                                 | Czas    | Strata | Uwagi |
| ------- | --------------------------- | ----------------------------------------------------------- | ------- | ------ | ----- |
| Finał A |                             |                                                             |         |        |       |
| 01 !    | Kanada                      | Ivanie Blondin Valérie Maltais Isabelle Weidemann           | 2:53,44 | –      | OR    |
| 02 !    | Japonia                     | Ayano Satō Miho Takagi Nana Takagi                          | 3:04,47 | +11,03 |       |
| Finał B |                             |                                                             |         |        |       |
| 03 !    | Holandia                    | Marijke Groenewoud Irene Schouten Ireen Wüst                | 2:56,86 | –      |       |
| 4.      | Rosyjski Komitet Olimpijski | Jelizawieta Gołubiewa Jewgienija Łalenkowa Natalja Woronina | 2:58,66 | +1,80  |       |
| Finał C |                             |                                                             |         |        |       |
| 5.      | Chińska Republika Ludowa    | Ahenaer Adake Han Mei Li Qishi                              | 2:58,33 | –      |       |
| 6.      | Norwegia                    | Marit Fjellanger Bøhm Sofie Karoline Haugen Ragne Wiklund   | 3:02,15 | +3,82  |       |
| Finał D |                             |                                                             |         |        |       |
| 7.      | Białoruś                    | Kaciaryna Słojewa Jauhiena Warabjowa Maryna Zujewa          | 3:01,19 | –      |       |
| 8.      | Polska                      | Karolina Bosiek Natalia Czerwonka Magdalena Czyszczoń       | 3:03,19 | +2,00  |       |